# Ku (Skivvärlden)
Ku är en fiktiv kontinent skapad av Terry Pratchett.

## Historia
Kontinenten sjönk ned i havet för många tusen år sedan och är Skivvärldens version av Atlantis. Det tog trettio år för kontinenten att sjunka, så invånarna tillbringade en lång tid vadande. Ezrolith Churn, ärkekansler på Osynliga Universitetet, skrev en bok, Some little known aspects of Kuian rain-making rituals.